# Orin, Wyoming
Orin är en ort (census-designated place) i Converse County i östra Wyoming i USA. Orten hade 46 invånare vid 2010 års folkräkning.
Orin ligger vid BNSF:s järnväg omkring 16 kilometer sydost om Douglas, Wyoming. Orten döptes efter en järnvägstjänstemans farbror, Orin Hughitt, och var ursprungligen känd som järnvägsknuten Orin Junction. Orten fick ett postkontor med detta namn 1891 och bytte namn till Orin 1895. Postkontoret stängde på 1960-talet.
Orten ligger där motorvägen Interstate 25 möter U.S. Route 18/20.